# Colloquio di Monos e Una
Il Colloquio di Monos e Una è il secondo racconto scritto da Edgar Allan Poe in forma di dialogo, sotto lo spunti di grandi filosofi come Platone, in cui tra gli interlocutori a un certo punto prende il sopravvento il maschio. Il primo racconto è stato Conversazione di Eiros e Charmion, scritto nel dicembre de 1839 e pubblicato assieme a questo nella raccolta Racconti del grottesco e dell'arabesco.

## Trama
I due amanti Monos (dal greco: "Uno") e Una sono morti da molto tempo e "rinati" in un nuovo essere nell'oltretomba. Entrambi discutono sul fatto della Morte e che cosa sia. Monos spiega il suo significato o perlomeno la sua opinione riguardo al suo concetto. Essendo morto da molto tempo (forse durante la Peste nera), prima di Una, lo spirito racconta del grave cambiamento della società moderna (ovvero l'attuale Ottocento), del totale distaccamento dalla natura e dall'etica. Infatti secondo Monos la morte è parte dell'uomo e bisogna non averne paura, perché grazie alla morte è permessa la rinascita di un nuovo essere pulito e perfetto ed è anche consentita la continuità della vita.
Dopodiché Monos descrive le sue sensazioni durante il passaggio di questo mondo all'altro: mentre Una piangeva, Monos si sentiva disorientato, come se avesse perso l'uso dei sensi, ma come se li avesse ancora in possesso. Queste facoltà vengono perse totalmente da Monos durante l'ultima notte di vita di Una, passata a vegliare l'amato nel sepolcro. Il giorno dopo Monos viene calato nella tomba sottoterra e dopo la sepoltura di Una si sente "rinato" assieme alla sua amata.